# شادیه سیمونز
شادیه سیمونز (انگلیسی: Shadia Simmons؛ زادهٔ ۲۸ ژوئن ۱۹۸۶) یک هنرپیشه اهل کانادا است. وی از سال ۱۹۹۵ میلادی تاکنون مشغول فعالیت بوده‌است. 
او در فیلم مهتاب و والنتینو، یک تعویض مقدس بازی کرده است.